# Aussichtsturm Rödlas
Der Aussichtsturm Rödlas, auch Massenrichter Turm genannt, ist ein Aussichtsturm nahe den Ortschaften Rödlas und Massenricht in der Stadt Hirschau im Landkreis Amberg-Sulzbach in der Oberpfalz in Bayern. Der Aussichtsturm ist 32 m hoch und liegt auf 570 m ü. NHN, einige Meter unterhalb des Gipfels des Rödlasberges.

## Geschichte
Der Amberger Verschönerungsverein hatte bereits im Jahr 1902 erste Pläne, an der exponierten Stelle einen Aussichtsturm zu errichten. Erst über 70 Jahre später wurde diese Idee vom Zweigverein Massenricht des Oberpfälzer Waldvereins unter dem Vorsitzenden Hermann Frieser verwirklicht. Im Herbst 1976 wurden die Bauarbeiten zum Bau des Aussichtsturms begonnen, am 15. August 1977 konnte der Turm eingeweiht werden. Das Bauwerk ist mit Ausnahme der Stufen, die aus Fertigteilen bestehen, vollständig in Ortbeton gegossen. Die Baukosten beliefen sich auf rund 110.000 DM, wovon ein Teil durch Eigenleistungen sowie durch Zuschüsse erbracht wurde.
Seit den 1990er Jahren nutzen mehrere Anbieter den Turm für ihre Mobilfunk-Sendeanlagen. Bereits im Frühjahr 2013 installierte die Deutsche Telekom auf dem Turm LTE-Sendeanlagen. Das vom Turm aus versorgte Gebiet war damit eines der ersten Gebiete in Deutschland, das die neue LTE-Technik nutzen konnte.
Am 11. Juni 2013 wurde auf dem Turm eine Webcam angebracht. Sie ist in Richtung Nordosten gerichtet. Die Bilder zeigen Massenricht sowie die beiden Basaltkegel Parkstein und Rauher Kulm.

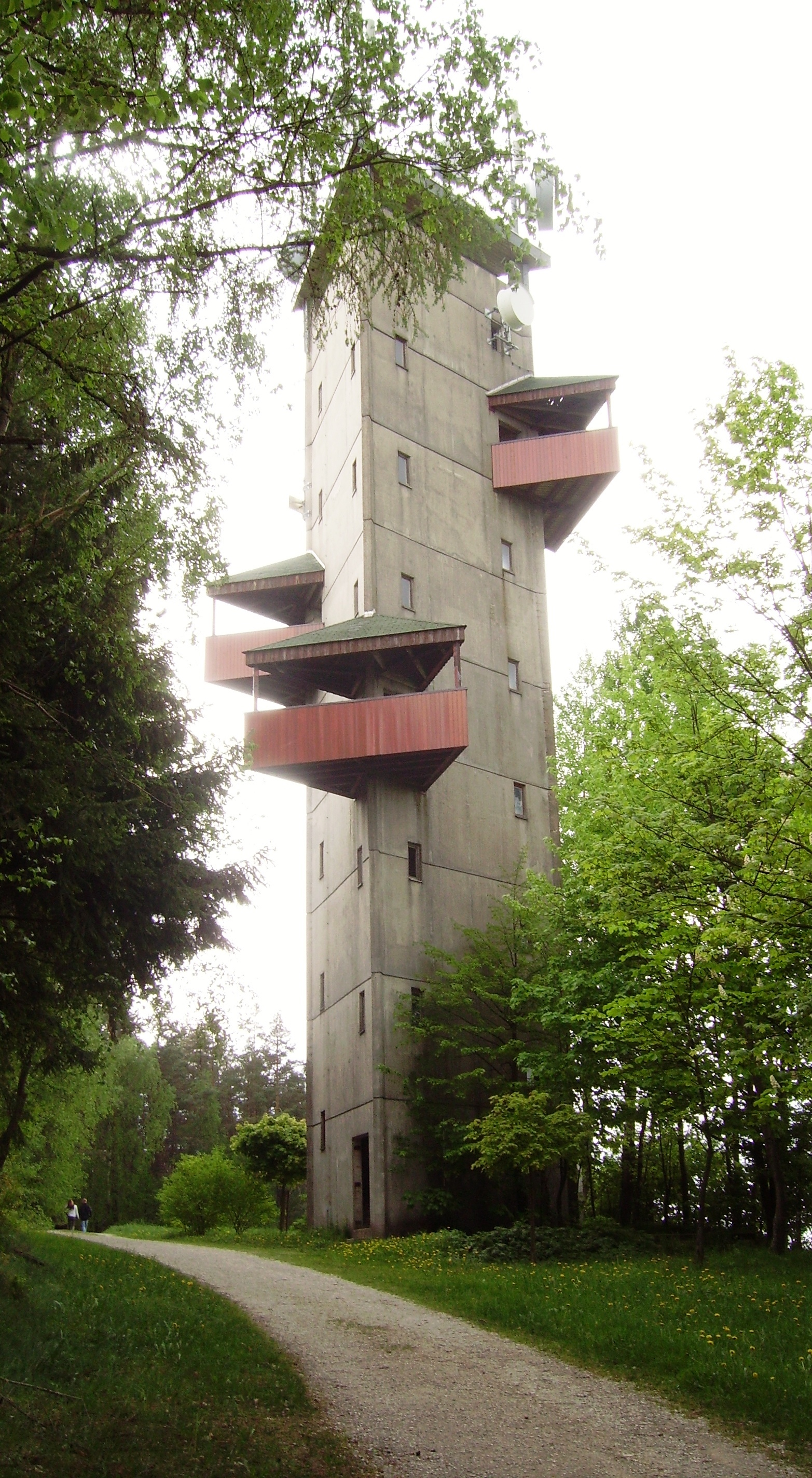
Aussichtsturm Rödlas vor der Sanierung

In den Jahren 2014 und 2015 wurde der Aussichtsturm im Rahmen des Projekts Expedition Erdgeschichte – Oberpfalz und Westböhmen saniert. Die Maßnahmen wurden aus Mitteln des Ziel-3-Programms zur grenzübergreifenden Zusammenarbeit Freistaat Bayern-Tschechische Republik 2007–2013 sowie durch die Stadt Hirschau bezuschusst.

## Architektur
Der von Architekt Xaver Steinkirchner und Statiker Hans Kohl entworfene und geplante Turm hat eine vorbildlose eigenwillige Form. Er besteht im Grundriss aus ineinander verschobenen Dreiecken. In unterschiedlichen Höhen sind drei dreieckige überdachte Aussichtsplattformen jeweils über eine Ecke angebracht. Von jeder dieser Plattformen aus hat man eine Rundsicht von ca. 300 Grad. Eine volle Rundumsicht hat man auf der obersten Plattform. Durch die Auskragungen erreicht der an sich massive Turm eine gewisse Leichtigkeit.

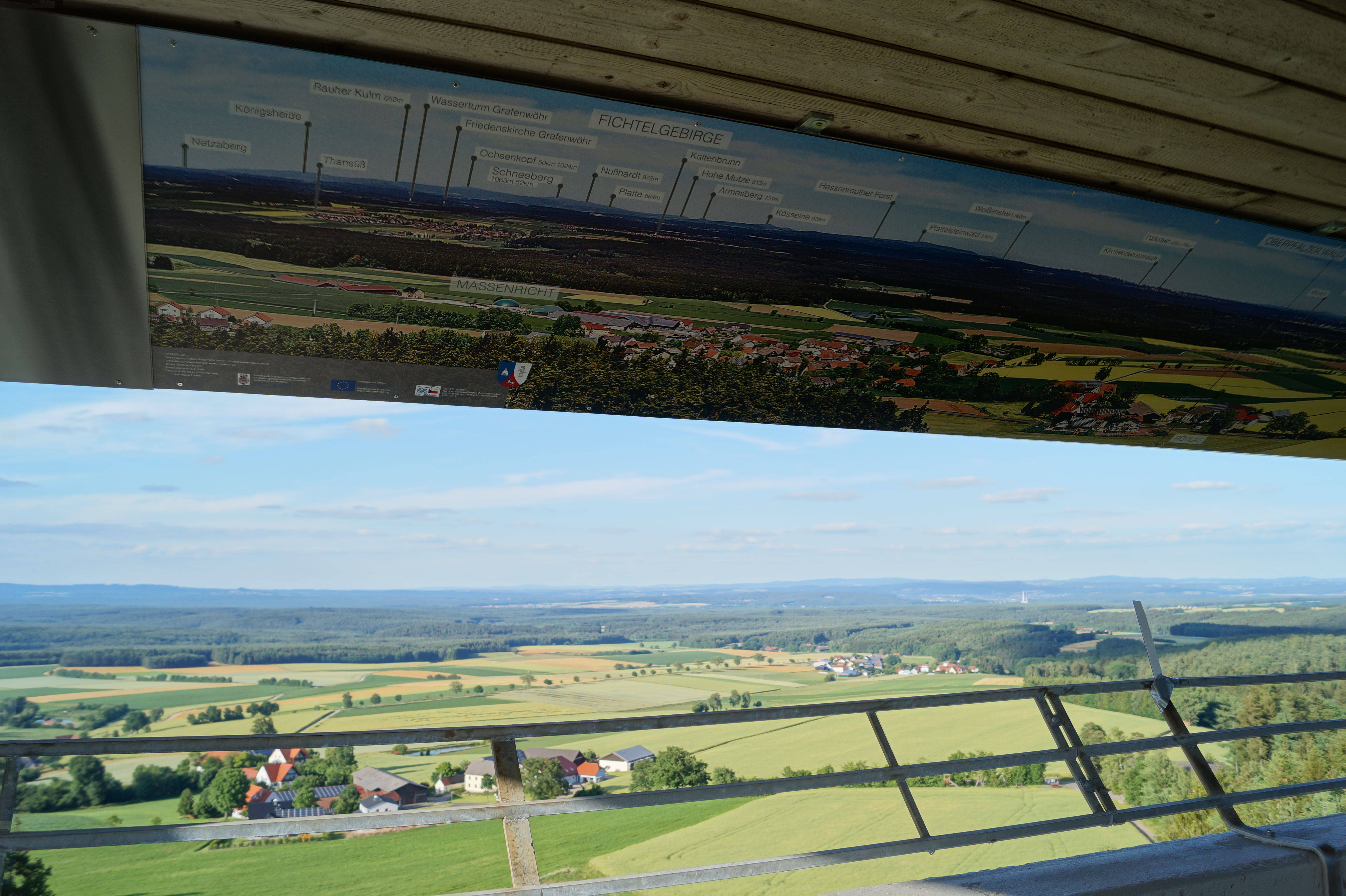
Aussicht vom Aussichtsturm Rödlas von der Aussichtsplattform ganz oben

## Aussicht
Die über 158 Stufen erreichbare oberste Aussichtsplattform bietet bei gutem Wetter einen Blick im Norden auf die beiden Basaltkegel Parkstein und Rauher Kulm sowie das Fichtelgebirge (mit Ochsenkopf und Schneeberg) und den Steinwald, im Osten auf den Oberpfälzer Wald und auf das Gebiet der tschechischen Republik, im Südosten auf den nördlichen Bayerischen Wald und im Westen auf die Berge des Oberpfälzer Jura, der Frankenalb und der Fränkischen Schweiz. Sogar der Arber ist bei guter Sicht im Südosten zu sehen.
Im Laufe der Zeit ist der den Turm direkt umgebende Wald soweit hochgewachsen, dass die freie Aussicht zum Monte Kaolino und ins Naabgebirge nicht mehr gegeben ist.

## Wanderwege
Zahlreiche Fernwanderwege führen direkt oder wenige hundert Meter am Aussichtsturm vorbei, z. B. der Ostlinie des Main-Donau-Wegs, der Wallenstein-Tilly-Weg oder der Naab-Vils-Weg.
Weiterhin führen zwei von der AOVE ausgeschilderte Rundwanderwege am Aussichtsturm vorbei. Diese sind der 16 Kilometer lange Turmweg Hirschau und der 12 Kilometer lange Turmweg.